# Zelenîi Hai, Sumî
Zelenîi Hai (în ucraineană Зелений Гай) este un sat în comuna Bîtîțea din raionul Sumî, regiunea Sumî, Ucraina.

## Demografie
Componența lingvistică a localității Zelenîi Hai
     Ucraineană (91,07%)
     Rusă (8,93%)
Conform recensământului din 2001, majoritatea populației localității Zelenîi Hai era vorbitoare de ucraineană (91,07%), existând în minoritate și vorbitori de rusă (8,93%).